# Henryk Litka
Henryk Zbigniew Litka (ur. 14 lipca 1954 w Dolsku) – polski polityk, działacz samorządowy i partyjny. W latach 1990–2018 burmistrz Dolska.

## Życiorys
Urodził się 14 lipca 1954 w Dolsku w rodzinie Czesława i Cecylii. W latach 1968–1975 był przewodniczącym Koła Wieszczyszyn Związku Młodzieży Wiejskiej/Związku Socjalistycznej Młodzieży Wiejskiej. W 1974 został członkiem Towarzystwa Przyjaźni Polsko-Radzieckiej w Dolsku. W 1975 wstąpił w szeregi Polskiej Zjednoczonej Partii Robotniczej. Absolwent Wieczorowego Uniwersytetu Marksizmu-Leninizmu (1977). W tym samym roku został przewodniczącym Zarządu Miejsko-Gminnego Towarzystwa Krzewienia Kultury Świeckiej w Dolsku. Awansował w hierarchii partyjnej pełniąc obowiązki kierownika Ośrodka Pracy Ideowo-Wychowawczej (1977-1981) i dochodząc do stanowiska I sekretarza Komitetu Miejsko-Gminnego w Dolsku (1983).
Od 1990 siedmiokrotnie wybierany na stanowisko burmistrza Dolska. Ostatnim razem (2014) w I turze otrzymując 1222 głosy (51%). Nie kandydował w wyborach w 2018 i zakończył urzędowanie.
W 2011 został odznaczony przez prezydenta RP Krzyżem Kawalerskim Orderu Odrodzenia Polski.